# قادو كندي
قادو كندي (بالفارسية: قادوکندی) هي قرية تقع في أذربيجان الغربية في إيران. يقدر عدد سكانها بـ 143 نسمة بحسب إحصاء 2016.